# ХК Карлскрона
ХК Карлскрона (швед. Karlskrona HK) професионални је шведски клуб хокеја на леду из града Карлскроне.
Утакмице на домаћем терену играју на леду Карлскрона арене капацитета 5.050 седећих места. Боје клуба су наранџаста, црна и бела. 

## Историјат
Клуб је основан 2001. године на темељима екипе Карлскрона ИК која је те године банкротирала. Клуб је дебитовао у професионалним такмичењима у сезони 2008/09. када су успели да се квалификују за наступ у Другој дивизији националног првенства, трећем по рангу квалитетном такмичењу у земљи. У сезони 2012/13. успели су да се пласирају у вишии ранг такмичења, у првенство HockeyAllsvenskan лиге, а две године касније по први пут су заиграли и у највишем рангу шведског клупског хокеја, у СХЛ лиги. Највећи успех у елитној лиги клуб је остварио у сезони 2016/17. када је освојено 11. место. 

## Култни играчи
- 1965.  Матс Келман (Н)
- 1968.  Лери Пајлут (Н)
- 1973.  Фредрик Клаесон (Н)
- 1976.  Тимо Лејнонен (Г)
- 1976.  Алекс Брукс (О)
- 1978.  Ед Макгрејн  (Н)
- 1979.  Данијел Брасар (Н)
- 1981.  Колин Сирсели (Н)
- 1982.  Јими Свенсон (Н)
- 1982.  Максимс Широковс (О)